# Erwin Hahs
Erwin Hahs (* 27. Juli 1887 in Berlin; † 31. März 1970 in Zernsdorf) war ein deutscher Maler und Grafiker und Professor an der Hochschule für Kunst und Design Burg Giebichenstein in Halle.

## Leben und Werk
Erwin Hahs wurde als Sohn des Baumeisters und Architekten Oskar Hass (1848–1905) und seiner Frau Elisabeth, geb. Bienengräber (1851–1931), in Berlin-Moabit in eine Berliner Tuchhändlerfamilie geboren. Schon sein Urgroßvater Michael Haß (1795–1856) war Tuchhändler und Schneider in Thorn gewesen. Nach dem Oberrealschulabschluss in Berlin-Charlottenburg begann er 1905 eine Lehre als Dekorationsmaler. Er war bis 1907 Schüler von Hans Seliger unter der künstlerischen Leitung von César Klein. Hahs lernte im Volontariat den Expressionismus kennen. Ab 1908 studierte er in der von Bruno Paul geleiteten Unterrichtsanstalt des Königlichen Kunstgewerbemuseums in Berlin in der Klasse für Dekorative Malerei und Musterzeichnen bei E. R. Weiß. Er besucht zusätzlich Vorlesungen von Otto Kümmel, Albert Le Coq und Hans Virchow an der Friedrichs-Wilhelms-Universität. Hahs faszinierte der Stil von Hans von Marées – diesem Vorbild blieb er sein Leben lang treu.
Hahs war mit Gustav Weidanz und Karl Müller befreundet, die, wie er, später Professoren an der halleschen Kunstschule Burg Giebichenstein wurden. Erwähnenswert ist auch der durch Georg Kolbe vermittelte Kontakt zum Bauhausbegründer Walter Gropius, der Hahs und Georg Kolbe den Auftrag gab, ein Wandbild im Deutschen Pavillon beizusteuern, der 1914 zur Kölner Werkbundausstellung gezeigt wurde.
In den Kriegsjahren 1915 bis 1918 meldete sich Hahs freiwillig zum Krieg. Zunächst leistet er Kriegsdienst im Ausbildungslager Wünsdorf bei Zossen, dann an der Ostfront (Polen, Russland), ab 1916 in Flandern und Nordfrankreich. Ende 1918 berief ihn Paul Thiersch auf Empfehlung von Bruno Paul an die Kunstschule Burg Giebichenstein in Halle (Saale) als Fachlehrer für Dekorationsmalerei und Graphik. Zu seinen Schülern gehörten dort u. a. Otto Müller und Paul Zilling. Im Folgejahr war Hahs Mitunterzeichner des ersten Manifestes des Arbeitsrates für Kunst und stellte in Halle als Professor eine Fachklasse für Malerei und Graphik zusammen. Er pflegte weiterhin die Kontakte zum Bauhaus und wurde Mitglied in der „Novembergruppe“ (Mitgliedschaft nicht gesichert). Ins Jahr 1919 fällt auch seine Heirat mit der Malerin Ilse Krahmann (1887–1962), mit der er 1921 zusammen eine erste Personalausstellung in Halle (Saale) hatte. Im Jahr 1924 unternahm er Studienreisen nach Italien (Bologna, Civitavecchia, Florenz, Rom und Venedig) und lernte Otto Niemeyer-Holstein kennen. Seit 1925 leitete er mit Hans Finsler die Werbewerkstatt der Burg Giebichenstein. Es folgte eine enge Zusammenarbeit mit städtischen Institutionen. Unter der Firmenbezeichnung WERBEwerkstätten erfolgte eine Übernahme vielfältiger Aufträge der Stadt Halle.
In den Folgejahren verändert sich der expressionistische Stil langsam hin zu abstrakteren Formen.
Gropius Grundidee im Bauhaus war auch für Hahs wichtig, d. h., Handwerk, Kunstgewerbe, Architektur und Kunststile zu einem Gesamtkunstwerk zu vereinigen, aber er verstand seine Lehrmeinung nicht als bloße Kopie der Bauhausidee für die hallesche Schule. Der Stil wich dabei von den exakten geometrischen Formen des Bauhauses ab, denn die malerischen Abstraktionen erhielten neben klaren geometrischen Formen auch amorphe und figürliche Elemente.
1933 wurde Hahs als Professor der Burg Giebichenstein entlassen, und 1934 wurde seine Kunst als „entartet“ eingestuft, 1935 wurden Wandmalereien von ihm zerstört und 1937 wurde im Rahmen der nationalsozialistischen Aktion „Entartete Kunst“ ein Selbstporträt aus dem Staatlichen Museum Saarbrücken beschlagnahmt und zerstört.
Er arbeitete von 1938 bis 1940 als Restaurator in Linz. 1942 wurde er Lehrer am Winckelmann-Gymnasium in Stendal. Dort unterrichtete und inspirierte er u. a. den späteren Maler Werner Zöhl. Ebendort schuf Hahs 1944/45 das von der antiken Ildefonso-Gruppe inspirierte Bild Großes Requiem. Dafür übermalte er ein von ihm für die Schulaula angefertigtes kritisches, daher bald entferntes Auftragswerk: ein „gespenstisches“ Hitlerbild – „im Hintergrund in roten Flammen stehende Häuser“ (Iris Hahs-Hoffstetter).
Nach dem Zweiten Weltkrieg erhielt er 1946 vom Rat der Stadt Stendal die Winckelmann-Medaille.
Er kehrte nach Halle zurück und übernahm seine ehemalige Professur für einige Jahre, bis er von neuen politischen Entwicklungen aus dem Amt gedrängt wurde.
Neben der Hahs-Klasse gab es eine Malereiklasse von Charles Crodel in den 1950er-Jahren an der Burg Giebichenstein, sie vertraten beide unterschiedliche Richtungen, suchten aber mit ihren Schülern nach neuen Ausdrucksmöglichkeiten im Formalen. Das war ein Grund, diese Kunstschule als ein „Zentrum des Formalismus“ zu sehen. Es fand seinen Höhepunkt im sogenannten „Formalismusstreit“. Das seinerzeit entstehende Bild „Streit um Christi Rock“ deutete er in seinem Tagebuch 1954 als Gleichnis auf die Zerstörung des Geistes der Kunsthochschule.
Durch die Zensur blieb die Weiterentwicklung der Klassischen Moderne des Erwin Hahs in der DDR aus. Er zog sich zurück und starb 1970 in Zernsdorf. 1972 und 1987 gab es noch zwei posthume Ausstellungen in Eisenach bzw. in Halle (Saale) und Potsdam. Aber selbst die späte Rezeption wurde von den Kulturfunktionären der DDR degradiert.
Die Schüler der Malklasse waren Werner Büttner, Otto Damm, Lilo Deisenroth, Christa Dürk, Rudolf Heinrich, Ulrich Knispel, Herbert Lange, Otto Möhwald, Heinz Mutterlose, Karl-Erich Müller, Werner Rataiczyk, Wolfgang Speer, Meinolf Splett, Fritz Stehwien, Hilde Strauß und Hilla Wuttge.
Erwin Hahs war seit 1932 in zweiter Ehe mit der Malerin und Grafikerin Iris Hahs-Hofstetter verheiratet. Der Ehe entstammen zwei, 1935 und 1940 geborene Töchter.

## Öffentliche Sammlungen und Museen mit Werken von Hahs (unvollständig)
- Berlin: Neue Nationalgalerie[7]
- Leipzig: GRASSI-Museum für Angewandte Kunst[8]
- Stendal: Winckelmann-Museum[9]

## Werke (Auswahl)
Das von Angela Dolgner erstellte (im Erscheinen begriffene) Werkverzeichnis umfasst bisher rund 1700 Arbeiten.
- Erwin Hahs malte insbesondere mit Industrielacken, nicht nur bei den großen ausgeführten Wand und Bühnenbildern, es sind auch viele kleine Formate so ausgeführt.
- 1913 gestaltete er ein Wandbild im Deutschen Pavillon gemeinsam mit Georg Kolbe zur Werkbundausstellung in Köln.
- 1924 entstanden für das Lazarett im Halleschen Polizeipräsidium und im Kinderheim auf Gimritz farbige Wandbilder.
- 1948 malte er Bühnenbilder für das Stadttheater in Cottbus für folgende Inszenierungen: Wagners Tannhäuser, für das Goethestück Iphigenie auf Tauris und Meier Helmbrechts Herrmann Mostar.
- 1949 entstand mit Unterstützung durch Schüler ein Wandbild für den Speiseraum in den Chemischen Werken Buna,[10] danach auch in anderen öffentlichen Gebäuden.
- 1950 folgten Entwürfe im Halleschen Stadttheater zu Puccinis Gianni Schicchi.
- 1954–56 „Streit um Christi Rock“ (s. o.).[11]
- 1958 entstand das Triptychon für die Kapelle des Historischen Friedhofs Zernsdorf.[12][6][5]
- 1961 steuerte er Holz- und Farbholzschnitte zu einem Weihnachtsbuch bei.[13]
- 1961 gestaltete er ein Wandbild im ehemaligen Zernsdorfer Gemeindehaus der evangelischen Kirche (Hahs’ letztes Wandgemälde).[10]
- Blätter zu Wolfgang Borcherts Draußen vor der Tür (wiederentdeckt 2017).[5]

literarisch:
- Das Buch meiner Seele. Auszüge aus Tagebüchern 1945–1952. Hrsg. von Dorit Litt, Gabriele Winter. Buchgestaltung: Ingrid Schultheiß, Textauswahl: Gunda Graewe. Edition Burg Giebichenstein, [Halle] 1995, OCLC 258612072 (limitierte Ausgabe).

## Ausstellungen
- 1914: Werkbundausstellung, Köln
- 1921: Einzelausstellung zusammen mit Ilse Krahmann, Halle (Saale).
- 1946/1947 Leipzig, Museum der bildenden Künste („Mitteldeutsche Kunst“)[14]
- 1946 und 1949: Dresden, Allgemeine Deutsche Kunstausstellung und 2. Deutsche Kunstausstellung

postum:
- 1972: Eisenach
- 1975: Halle, Staatliche Galerie Moritzburg („Kunst im Kampf gegen den Faschismus“)
- 1978/1979: Berlin, Altes Museum („Revolution und Realismus. Revolutionäre Kunst in Deutschland 1917 bis 1933“)
- 1979: Berlin, Altes Museum („Weggefährden – Zeitgenossen. Bildende Kunst aus 3 Jahrzehnten “)
- 1987: Staatliche Galerie Moritzburg, Halle, und Potsdam-Museum Galerie Sozialistische Kunst, Potsdam[6]
- 1993: Staatliche Galerie Moritzburg, Halle, und Badisches Landesmuseum, Karlsruhe
- 2008: Kunstkaten Ahrenshoop
- 1995: Papenburg-Aschendorf, Ausstellungszentrum Gut Altenkamp („Figur und Gegenstand. Malerei und Plastik in der Kunst der DDR aus der Sammlung der Nationalgalerie Berlin“)
- 1999: Kunstverein „Talstraße“ e. V., Halle: „Erwin Hahs – Lackbilder (1929–1939)“
- 2016: Bürgerhaus Königs Wusterhausen, Kulturbund Dahme-Spreewald e. V.: „In der Landschaft. Erwin Hahs – Malerei und Grafik von 1908–1960“
- 2016: Hamburger Bahnhof – Museum für Gegenwart, Berlin: „Die schwarzen Jahre. Geschichten einer Sammlung. 1933–1945“
- 2017: Kunstforum Ostdeutsche Galerie (KOG), Regensburg: „artige Kunst. Kunst und Politik im Nationalsozialismus“